# حقل ماركوف العشوائي

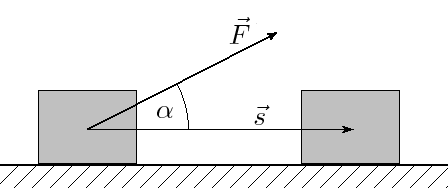

حقل ماركوف العشوائي (بالإنجليزية: Markov random field)‏ هي مجموعة من المتغيرات العشوائية التي لها خاصية ماركوف والذي يمكن وصفه بمخطط غير موجه. يشبه حقل ماركوف العشوائي إلى حد ما شبكة بايزية في تمثيله للعلاقات، إلا أنه من الممكن باستخدامه تمثيل علاقات لا يمكن تمثيلها باستخدام الشبكات البايزية مثل العلاقات الدورانية (cyclic dependencies)، إلا أنه من ناحية أخرى فإنه من غير الممكن استخدامه لتمثيل علاقات مستحثة (induced dependencies) والتي من الممكن تمثيلها باستخدام الشبكات البايزية. لحقل ماركوف العشوائي الكثير من التطبيقات في تمثيل عدة مسائل في معالجة الصور والرؤية الحاسوبية، تقطيع الصورة وغيرها.